# Parahaustorius longimerus
Parahaustorius longimerus är en kräftdjursart som beskrevs av Edward Lloyd Bousfield 1965. Parahaustorius longimerus ingår i släktet Parahaustorius och familjen Haustoriidae. Inga underarter finns listade i Catalogue of Life.